# Уездцы (Дубенский район)
Уездцы (укр. Уїздці) — село в Острожецкой сельской общине Дубенского района Ровненской области Украины.
До 2020 года входило в Млиновский район.
Население по переписи 2001 года составляло 583 человека. Почтовый индекс — 35115. Телефонный код — 3659. Код КОАТУУ — 5623889201.